# Emden
Emden – miasto na prawach powiatu w północno-zachodnich Niemczech, w kraju związkowym Dolna Saksonia, u ujścia rzeki Ems do Morza Północnego. Liczy około 50 tys. mieszkańców. Rodzinne miasto reżysera filmowego Wolfganga Petersena.

## Historia

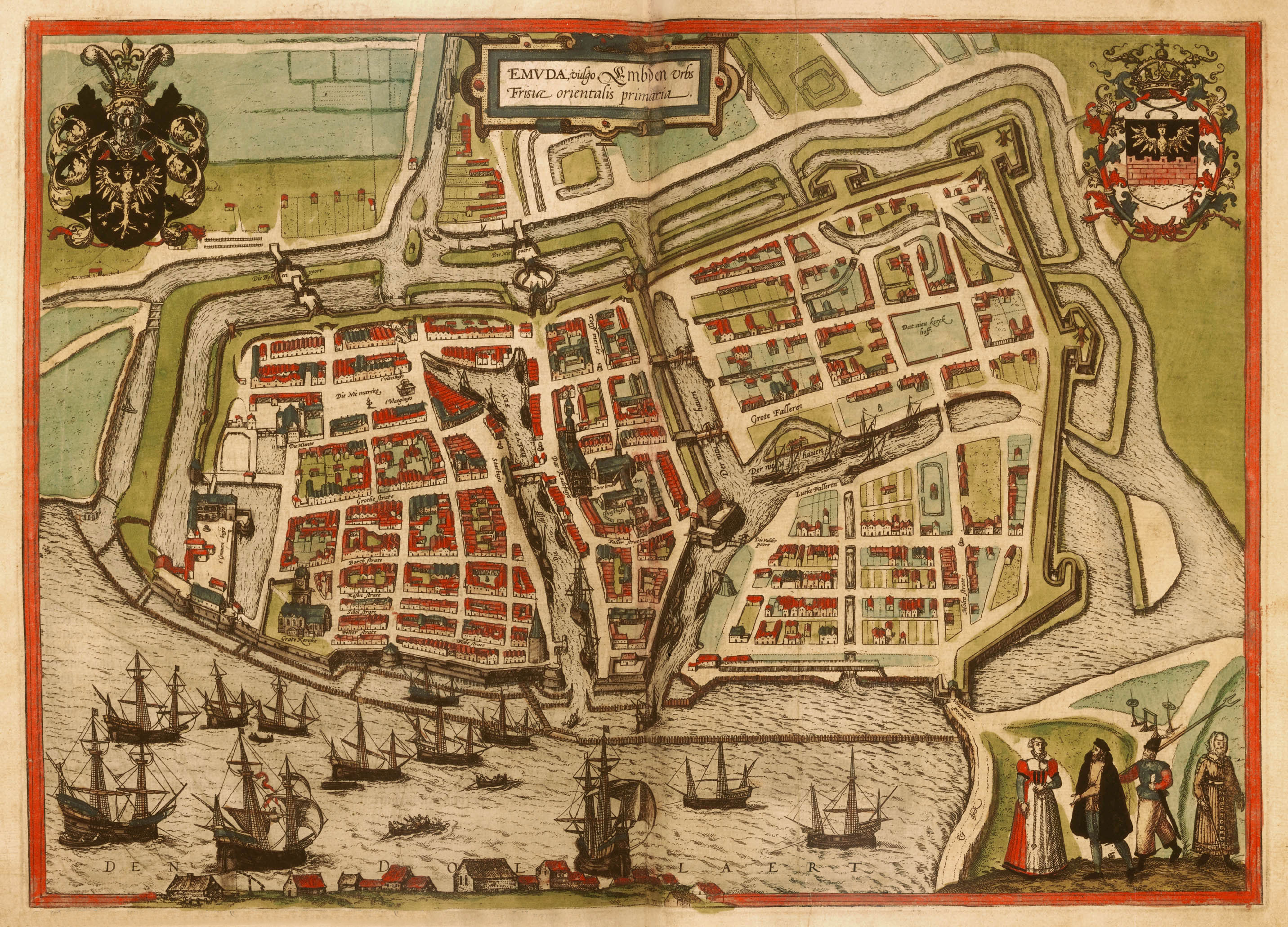
Emden w roku 1575

Miasto powstało najprawdopodobniej około 800 roku. Najstarszą wzmianką o jego znaczeniu jako siedziby handlu morskiego jest adnotacja z roku 1224 z Londynu o „statku handlowym z Emden”. Od 1464 było stolicą Hrabstwa Fryzji Wschodniej. Rewolucja znana dziś jako „Emder Revolution” z roku 1595 doprowadziła do wygnania hrabiego Wschodniej Fryzji z miasta. Wybrany w 1604 roku syndyk miasta Johannes Althusius poprowadził je ku bogactwu. W 1744 Wschodnią Fryzję wraz z miastem anektowało Królestwo Prus.
W roku 1751 powstała w tym mieście Królewsko-Pruska Azjatycka Kompania Handlowa do handlu z Indiami i Chinami, państwowe przedsiębiorstwo, założone przez Fryderyka Wielkiego. Istniała do roku 1765. Nigdy nie osiągnęła wielkości porównywalnej np. z holenderską Kompanią Zachodnioindyjską. W 1757 roku, podczas wojny siedmioletniej Emden zajęli Francuzi, co sparaliżowało działalność kompanii.
Po rewolucji francuskiej miasto należało najpierw do Holandii, a potem Napoleon I włączył je do Cesarstwa Francuskiego.

## Gospodarka
W Emden znajduje się zakład produkcyjny Volkswagena, w którym produkuje się VW Passata. Ponadto w mieście rozwinął się przemysł stoczniowy, maszynowy, rybny oraz rafineryjny.

## Związki z Polską
W roku 1543 Jan Łaski otrzymał od regentki Fryzji wschodniej Anny oldenburskiej nominację na stanowisko efora wszystkich kościołów tego państwa i proboszcza parafii w Emden. Łaski stał się duchownym ewangelickim i pionierem Reformacji we Fryzji, umiejętnie prowadząc działalność misyjną między naciskami ze strony katolików i anabaptystów. Łaski napisał swój manifest teologiczny Epitome oraz opracował katechizm. Odniósł sukces, eliminując katolicyzm z terenu księstwa. Wyjechał w 1550 r. do Anglii.

## Sport
- Kickers Emden – klub piłkarski